# Даниела Ръш
Даниела Ръш (на английски: Daniella Rush) е чешка порнографска актриса, родена на 17 септември 1976 година. Дебютира в порнографската индустрия през 1998 година, когато е на 22 години. Кариерата ѝ приключва през 2005 година.

## Филмография
- 1999 – World Sex Tour 19: Cannes, France
- 1999 – True Anal Stories 5
- 1999 – North Pole #12
- 1999 – Nasty Nymphos 27
- 1999 – Gangbang Auditions 3
- 2001 – Ass to Mouth 2
- 2001 – Balls Deep 2
- 2001 – Down The Hatch 7
- 2001 – Euro Angels Hardball 4, 6
- 2001 – Filthy Little Whores
- 2001 – Gang Bang Angels 8
- 2001 – Gangland 24
- 2001 – Orgie en noir avec Ovidie
- 2001 – Sodomania Orgies 3
- 2001 – The Best by Private 27 – Anal Toppers
- 2001 – University Co-ed 31
- 2001 – The Best by Private 17: 2 Cocks in the Same Hole
- 2002 – World Class Ass
- 2003 – Anal Princess
- 2003 – The private life of Lea De Mae
- 2004 – The Best by Private 59: Cum Suckers
- 2004 – The Art of Anal 1

## Награди и номинации
- 2000 Hot d'Or номинация – Best European New Starlet
- 2001: Hot d'Or награда‎ за най-добра европейска актриса
- 2001 Ninfa Prize номинация – Best Supporting Actress – Presas Del Orgasmo
- 2002 AVN награда номинация – Best Sex Scene in a Foreign Release – Face Dance Obsession
- 2003: Номинация за AVN награда за чуждестранна изпълнителка на годината.
- 2003 AVN Award номинация – Best Group Sex Scene, Film – Women of the World